# Michael Stickelbroeck
Michael Stickelbroeck (* 15. Juli 1963 in Walbeck am Niederrhein) ist ein katholischer Theologe und Hochschulprofessor.

## Leben
Michael Stickelbroeck wuchs an der niederrheinischen Grenze zu den Niederlanden auf. 1983 legte er am bischöflichen Internat Collegium Augustinianum Gaesdonck bei Goch die Abiturprüfung ab. Nach einem Zivildienstjahr an der Gustav-Siewerth-Akademie in Weilheim-Bierbronnen studierte er vier Jahre Philosophie und Theologie am Grootseminarie Rolduc des Bistums Roermond in Kerkrade (Niederlande). Danach setzte er das Studium in Österreich an der Philosophisch-Theologischen Hochschule des Stiftes Heiligenkreuz fort und erwarb 1990 den Grad eines Magisters der Theologie an der Universität Wien.
1993 trat er in den Dienst der Diözese St. Pölten. Am 27. November 1994 empfing er in der St.-Anna-Kirche zu Pöggstall die Diakonen- und am 29. Juni 1995 im Dom zu St. Pölten die Priesterweihe. Danach war Stickelbroeck Kaplan in Neulengbach (Wienerwald) und in Waidhofen an der Ybbs. 1998 wurde er Pfarrprovisor im Wallfahrtsort Hoheneich (Waldviertel), wo er dann vier Jahre als Seelsorger tätig war. Derzeit wirkt er als Provisor in Wald bei Pyhra.

## Wissenschaftlicher Werdegang
1990 begann er an der Universität Augsburg bei Professor Anton Ziegenaus das Doktoratsstudium in Dogmatik, das er im Sommer 1993 mit der Promotion zum Dr. theol. beendete. Stickelbroeck verfasste eine Doktorarbeit zum Thema „Mysterium Venerandum. Der trinitarische Gedanke im Werk des Bernhard von Clairvaux“.
1993 erweiterte er an der Philosophisch-Theologischen Hochschule St. Pölten seine Ausbildung in der Studienrichtung „selbständige Religionspädagogik“ und schloss diese mit dem Diplom ab.
Stickelbroeck habilitierte sich am 29. Mai 2001 an der Katholisch-Theologischen Fakultät der LMU München bei Gerhard Ludwig Müller mit einer Arbeit zum Verhältnis von Christologie und Metaphysik, Christologie im Horizont der Seinsfrage. Über die epistemologischen und metaphysischen Voraussetzungen des Bekenntnisses zur universalen Heilsmittlerschaft Jesu Christi.
Seit Oktober 2001 war er Dozent für die Einführung in das Heilsmysterium und Lehrbeauftragter für Dogmatik und dogmatische Sakramententheologie an der Theologisch-Philosophischen Hochschule St. Pölten. Seit dem 29. Juni 2002 ist er ordentlicher Professor für Dogmatik und ökumenische Theologie an derselben Hochschule.
Stickelbroecks derzeitige Forschungsschwerpunkte sind die Eschatologie und die Gnadenlehre.

## Veröffentlichungen (Auswahl)
- Mysterium Venerandum. Der trinitarische Gedanke im Werk des Bernhard von Clairvaux. Münster 1994, Aschendorff, ISBN 3-402-03936-2.
- Christologie im Horizont der Seinsfrage. Über die epistemologischen und metaphysischen Voraussetzungen des Bekenntnisses zur universalen Heilsmittlerschaft Jesu Christi. St. Ottilien 2002, Eos-Verlag, ISBN 3-8306-7133-4.
- Nach dem Tod. Himmel, Hölle, Fegefeuer. Augsburg 2004, St. Ulrich, ISBN 3-936484-33-3.
- Josef Kreiml, Michael Stickelbroeck,  Ildefons Manfred Fux,  Josef Spindelböck (Hrsg.): Der Wahrheit verpflichtet. Festschrift für em. Diözesanbischof Prof. Dr. Kurt Krenn zum 70. Geburtstag. Ares-Verlag, Graz 2006, ISBN 3-902475-24-2.
- Urstand, Fall und Erbsünde. In der nachaugustinischen Ära bis zum Beginn der Scholastik. Die lateinische Theologie. (Handbuch der Dogmengeschichte, Fasc. 3a Tl. 3), Herder, Freiburg 2007, ISBN 978-3-451-00780-4.
- Über die Eucharistie und den Messkanon (zwei Aufsätze Matthias Joseph Scheebens), hrsg. und kommentiert von Michael Stickelbroeck, Regensburg 2011, Friedrich Pustet, ISBN 978-3-7917-2392-1.
- Das Heil des Menschen als Gnade, Regensburg 2014, Friedrich Pustet, ISBN 978-3-7917-2586-4.